# Łukasz Jakubiak
Łukasz Krzysztof Jakubiak (ur. 1981) – polski politolog, doktor habilitowany nauk społecznych, profesor uczelni Uniwersytetu Jagiellońskiego. Wykładowca w Instytucie Nauk Politycznych i Stosunków Międzynarodowych UJ.

## Kariera naukowa
25 listopada 2008 r. uzyskał na Wydziale Studiów Międzynarodowych i Politycznych UJ stopień doktora nauk humanistycznych w dyscyplinie nauk o polityce na podstawie pracy Koabitacja w systemie politycznym V Republiki Francuskiej. Uwarunkowania ustrojowe i praktyka sprawowania władzy, której promotorem był Andrzej Zięba. 11 grudnia 2018 r. na tym samym wydziale i w tej samej dyscyplinie uzyskał habilitację na podstawie dorobku naukowego i pracy Francuska izba druga na tle przekształceń parlamentarnego systemu rządów (od III do V Republiki).
W macierzystym instytucie należy do zespołu Katedry Współczesnych Systemów Politycznych i Partyjnych.